# Krzysztof Gancarczyk
Krzysztof Gancarczyk (ur. 11 lutego 1949) – polski lekkoatleta, który specjalizował się w trójskoku.
Reprezentował Polskę w meczu międzypaństwowym przeciwko Bułgarii w 1972 roku zajmując w konkursie trójskoczków, z wynikiem 15,82, drugą pozycję. W latach 1970–1975 pięciokrotnie startował w wąskim finale seniorskich mistrzostw Polski zdobywając jeden brązowy medal (Warszawa 1971). Rekord życiowy: 16,33 (4 sierpnia 1974, Kraków).